# Federalismo fiscale
Il federalismo fiscale è una dottrina politico-economica volta a instaurare una proporzionalità diretta fra le imposte riscosse da un determinato ente territoriale substatale e le imposte effettivamente utilizzate dall'ente stesso. Tale sistema, integrato e coordinato tra i vari livelli di governo dello Stato, prende il nome di fisco federale.

## Descrizione

### Nella scienza delle finanze
Come sottoramo della scienza delle finanze, il federalismo fiscale si occupa di "comprendere quali tra le competenze e gli strumenti fiscali del governo dovrebbero essere centralizzate e quali dovrebbero essere poste nella sfera dei livelli decentrati" (Oates, 1999).  In altre parole, è lo studio di come le competenze (spese) e gli strumenti fiscali (entrate) sono assegnate tra i diversi livelli (in verticale) dell'amministrazione.
Una parte importante del suo oggetto è il sistema di trasferimenti o sovvenzioni con cui un governo centrale condivide le entrate fiscali con i livelli inferiori. I governi federali spesso usano questo potere per far rispettare alcune norme nazionali. Ci sono due tipi principali di trasferimento, condizionato e incondizionato.  Un trasferimento condizionato da un ente federale a un ente locale o un territorio, comporta un certo insieme di condizioni. Un esempio può essere un trasferimento destinato alla sanità.  Per ricevere questo tipo di trasferimento, il livello più basso di governo deve accettare le indicazioni di spesa del governo federale.  Il secondo tipo di sovvenzione, incondizionato, di solito è un trasferimento in denaro o un'assegnazione di entrate fiscali, senza istruzioni di spesa.  Un esempio sarebbe un versamento di perequazione federale.
Si può osservare che l'idea di federalismo fiscale non è rilevante unicamente per i governi federali o confederali, ma per tutti i tipi di governi, compresi quelli unitari.  Il concetto di federalismo fiscale non deve essere associato con il solo decentramento fiscale nelle federazioni ufficiali, ma è applicabile anche a Stati non federali (privi di una costituzione di tipo federale), nel senso che essi comprendono diversi livelli di governo che dispongono di fatto di un'autorità decisionale.  Questo però non significa che tutte le forme di governo sono "fiscalmente federali", significa solo che il federalismo fiscale 'è un insieme di principi, che possono essere applicati a tutti i paesi che tentano un decentramento fiscale'.
In realtà, il federalismo fiscale è un quadro normativo generale per l'assegnazione delle funzioni ai diversi livelli di governo e di adeguati strumenti fiscali per svolgere queste funzioni.  Due domande sorgono spontanee: (a) Come differiscono i paesi federali e non federali rispetto al 'federalismo' o 'decentramento' fiscale e (b) Che relazione sussiste tra federalismo fiscale e decentramento fiscale?  Chanchal Kumar Sharma, chiarisce: Mentre il federalismo fiscale costituisce un insieme di principi guida, un concetto guida, che aiuta nella progettazione di rapporti finanziari tra i livelli nazionali e subnazionali del governo, il decentramento fiscale, dall'altro è un processo di applicazione di tali principi.  I paesi federali e non federali differiscono per il modo in cui sono applicati tali principi. L'applicazione si differenzia perché i governi federali e unitari differiscono nel loro contesto politico e legislativo, e quindi offrono differenti opportunità di decentramento fiscale.
Il rapporto tra organi del governo centrale e inferiori a quello centrale ha un profondo effetto sull'efficienza ed equità all'interno del governo e sulla stabilità macroeconomica del paese. Il ruolo della rete OCSE sulle relazioni fiscali fra i vari livelli di governo è di fornire dati e analisi su questi rapporti tra le organizzazioni a diversi livelli di governo.

### Il decentramento fiscale
La dispersione delle responsabilità finanziarie è una componente fondamentale del decentramento.  Per svolgere le funzioni decentrate in modo efficace, i governi locali e le organizzazioni private devono avere un adeguato livello di entrate-siano esse finanziate direttamente a livello locale o trasferite dal governo centrale-nonché la facoltà di prendere decisioni sulle spese. Il decentramento fiscale può assumere molte forme, tra cui 
- l'autofinanziamento o il recupero dei costi attraverso oneri sugli utenti,
- modalità di co-finanziamento o co-produzione attraverso cui gli utenti partecipano nella fornitura di servizi e infrastrutture attraverso contributi monetari o prestazioni d'opera;
- espansione delle entrate locali attraverso tasse immobiliari o sulle vendite, o oneri indiretti;
- trasferimenti intergovernativi che spostano le entrate generali dalle tasse raccolte dal governo centrale ai governi locali per usi generali o specifici, e
- autorizzazione di prestiti comunali e mobilitazione di risorse di governi sia nazionali sia locali, attraverso garanzie sui prestiti.

In molti paesi in via di sviluppo i governi locali o le unità amministrative possiedono l'autorità legale di imporre tasse, ma la base imponibile è così debole e la dipendenza dai sussidi del governo centrale così radicata che non si tenta di esercitare tale autorità.

### L'approccio federale allagovernance
Nel linguaggio comune, gli aspetti politici e costituzionali (ad esempio, dare ai cittadini o ai loro rappresentanti eletti più potere nelle decisioni politiche, costituire entità politiche subnazionali per il processo decisionale e renderle politicamente responsabili nei confronti dell'elettorato locale, che comporta spesso riforme costituzionali o legislative quali la rappresentazione degli Stati membri, il rafforzamento delle legislature, la creazione di unità politiche locali insieme con l'incoraggiamento di partiti politici pluralistici) sono considerati cruciali per il federalismo.
Partendo dal caso indiano lo studioso Chanchal Kumar Sharma sostiene invece che è la parte fiscale del federalismo (federalismo fiscale), che è fondamentale per il dinamismo federale. Questo perché il federalismo non è una dotazione fissa di sfere di autonomia centrali e provinciali (come ipotizzato nei modelli federali delle finanze) o un particolare insieme di ripartizione dei poteri tra governi, ma è un processo, strutturato da un insieme di istituzioni, attraverso il quale l'autorità è distribuita e ridistribuita.
Un sistema federale è "un approccio equilibrato tra le forze contrastanti di centralizzazione e decentramento per combinare i vantaggi politici ed economici dell'unità pur mantenendo l'identità delle unità subnazionali" (Sharma, 2005). I principi fiscali federali guidano la modalità in cui i confini, le assegnazioni, il livello e la natura dei trasferimenti dovrebbero essere rivisti di volta in volta per garantire l'efficienza e talora l'equità. Quindi il federalismo fiscale fornisce gli strumenti per "l'applicazione del principio federale in materia di governance, che risiede nella sua capacità di equilibrare le forze contrastanti di centralizzazione e decentramento "(Sharma, 2005b: 177). Nell'era della globalizzazione, quando il decentramento fiscale è in voga, tutti i paesi (federali o no) stanno applicando ciò che può essere chiamato, nelle parole di Sharma (2005b) "l'approccio federale alla governance ".
L'unica differenza è che nei Paesi federali i governi subnazionali possono essere coinvolti in processi decisionali attraverso una sede appropriata politica o costituzionale, mentre il governo centrale può dominare abbastanza pesantemente in un paese unitario. Non è quindi una sorpresa, sostiene Sharma (2005b: 177, 2008), se la letteratura sul federalismo fiscale è lontana dall'asse centralizzazione/decentralizzazione. Lo scopo finale non è quello di decentrare solo per gusto di farlo, ma di assicurare il buongoverno.  Così, nel federalismo fiscale-afferma Sharma-"il decentramento non è visto come alternativa alla centralizzazione. Entrambi sono necessari. I ruoli complementari degli attori nazionali e subnazionali sono determinati analizzando le modalità e i mezzi più efficaci per raggiungere un obiettivo desiderato".

## Nel mondo
Buona parte dei Paesi anglosassoni (Stati Uniti, Regno Unito, Australia e Canada su tutti) fa un ampio uso di federazioni di Stati con ampi poteri anche fiscali decentrati (tanto che in Australia e in Canada i governatori sono ufficialmente chiamati "primi ministri" e uno stato australiano, americano o canadese ha una sua "indipendenza" e identità molto percepita dalla popolazione che ne fa parte).
In diversi Stati europei vigono sistemi di federalismo fiscale, che spesso sono accompagnati da un ordinamento federale dello Stato: Germania, Svizzera, Austria e Belgio sono Stati genuinamente federali, mentre la Spagna è uno Stato regionale, con forte autonomia fiscale alle singole comunità autonome, ma priva di un ordinamento costituzionale federale.
A livello mondiale, alcuni Stati hanno sia un ordinamento federale riguardo alla forma di Stato sia riguardo al sistema fiscale: è questo il caso di Stati Uniti, Canada, Brasile, Argentina, India e Australia.

### Italia
La Repubblica italiana è stata, fino al 2001, basata sul "regionalismo", ossia su un sistema basato su limitate autonomie delle regioni, mentre allo Stato competeva tutto quanto non fosse esplicitamente delegato alle regioni, così come previsto dalla Costituzione, ciò è stato immediatamente attuato per le regioni a statuto speciale, mentre per le altre si è iniziato solo nel 1970. La Regione siciliana, ai sensi degli articoli 36 e seguenti del proprio statuto (legge costituzionale 26 febbraio 1948, n. 2), è dotata di completa autonomia finanziaria e fiscale, de facto l'autonomia finanziaria non è esercitata, le imposte pagate in Sicilia sono amministrate e poi riassegnate dallo stato. Le variazioni della legislazione fiscale, cambiando il quadro di riferimento legislativo cui lo Statuto Siciliano faceva riferimento, ha consentito allo Stato di erodere progressivamente le risorse dovute alla Regione siciliana, come riconosciuto da ben otto sentenze della Corte Costituzionale.
In Italia il termine federalismo è utilizzato generalmente per rivendicare una maggiore autonomia delle regioni, o di gruppi di regioni.
A seguito della riforma del titolo V operata con la legge costituzionale 18 ottobre 2001, n. 3, ne sono stati introdotti i principi con la modifica dell'art. 119 della Costituzione, il nuovo sistema è poi andato a regime a seguito dell'approvazione della legge 5 maggio 2009, n. 42, il cui proponente era l'allora ministro Calderoli. I decreti legislativi adottati dal governo Berlusconi IV in attuazione dell'articolo 19 della legge n. 42/2009, che hanno suscitato anche discussione in dottrina sul grado di incisività dei controlli e delle sanzioni esercitati dallo Stato verso gli enti sub-statali ed i loro organi, sfociando nella sentenza della Corte costituzionale n. 39/2014.
A livello locale il fisco federale è stato attuato in Trentino e in Alto Adige, la cui autonomia sancita dallo statuto speciale negli anni settanta, prevede un'ampia autonomia finanziaria e legislativa, le province ad autonomia speciale trattengono i nove decimi di tutte le entrate tributarie erariali (anche sui tabacchi, benzina e marche da bollo), particolare autonomia anche sui servizi in genere affidati al potere centrale quali: scuole, viabilità, infrastrutture.